# Montelupone
Montelupone is een gemeente in de Italiaanse provincie Macerata (regio Marche) en telt 3335 inwoners (31-12-2004). De oppervlakte bedraagt 32,7 km², de bevolkingsdichtheid is 102 inwoners per km².
De volgende frazioni maken deel uit van de gemeente: Aneto/Becerica, Canneggiano, Case Bruciate, Castelletta, Cervare, Colle Forche, Fonte Pianella, Fonterosa, Isola, Montenovo, San Firmano, San Martino, San Matteo, Sant'Agostino Sbarre, Sbarre.

## Demografie
Montelupone telt ongeveer 1124 huishoudens. Het aantal inwoners steeg in de periode 1991-2001 met 5,7% volgens cijfers uit de tienjaarlijkse volkstellingen van ISTAT.
| Jaar | Inwoneraantal |
| ---- | ------------- |
| 1991 | 3046          |
| 2001 | 3221          |

## Geografie
De gemeente ligt op ongeveer 272 m boven zeeniveau.
Montelupone grenst aan de volgende gemeenten: Macerata, Montecosaro, Morrovalle, Potenza Picena, Recanati.

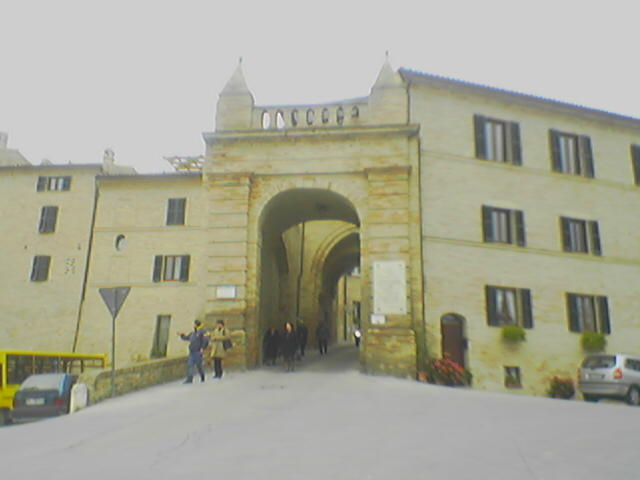
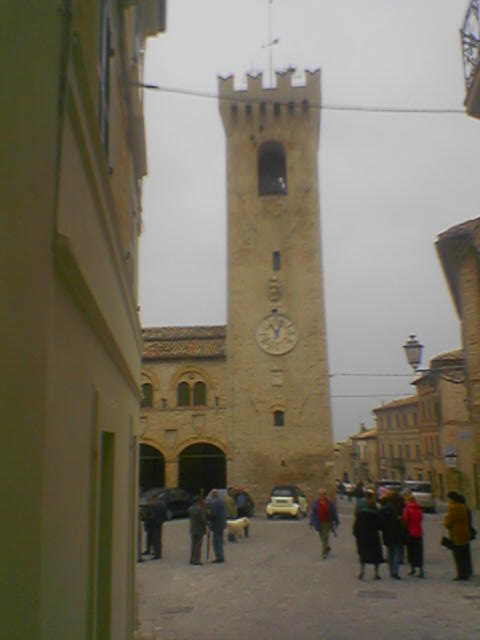